# ČT1
ČT1 est une chaîne de télévision généraliste nationale publique tchèque.

## Histoire de la chaîne
ČST (tchèque : Československá Televize) commence à émettre de façon expérimentale le 1er mai 1953 depuis les Studios Barrandov, elle est renommée ČST1 le 10 mai 1970 à la suite de la création du second canal ČST2.
À la suite de l'entrée en vigueur du fédéralisme en Tchécoslovaquie en 1990, le premier canal devient fédéral et est renommé F1. Le 1er janvier 1993, F1 change de concept et de nom pour devenir ČT1, première chaîne du nouveau groupe audiovisuel public Česká televize, créé un an plus tôt à la suite de la révolution de velours.

## Identité visuelle

### Logos

Logo de la ČST à partir de 1953 puis de ČST1 du 10 mai 1970 à 1980.
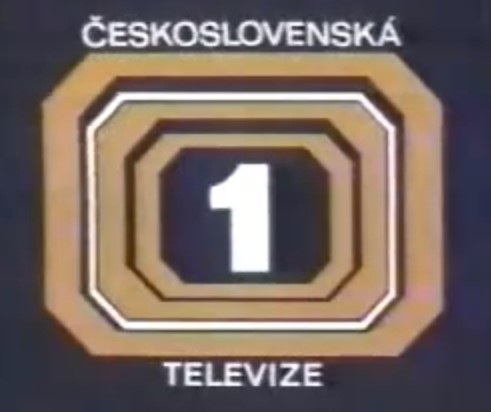
Logo de ČST1 de 1980 au 3 septembre 1990
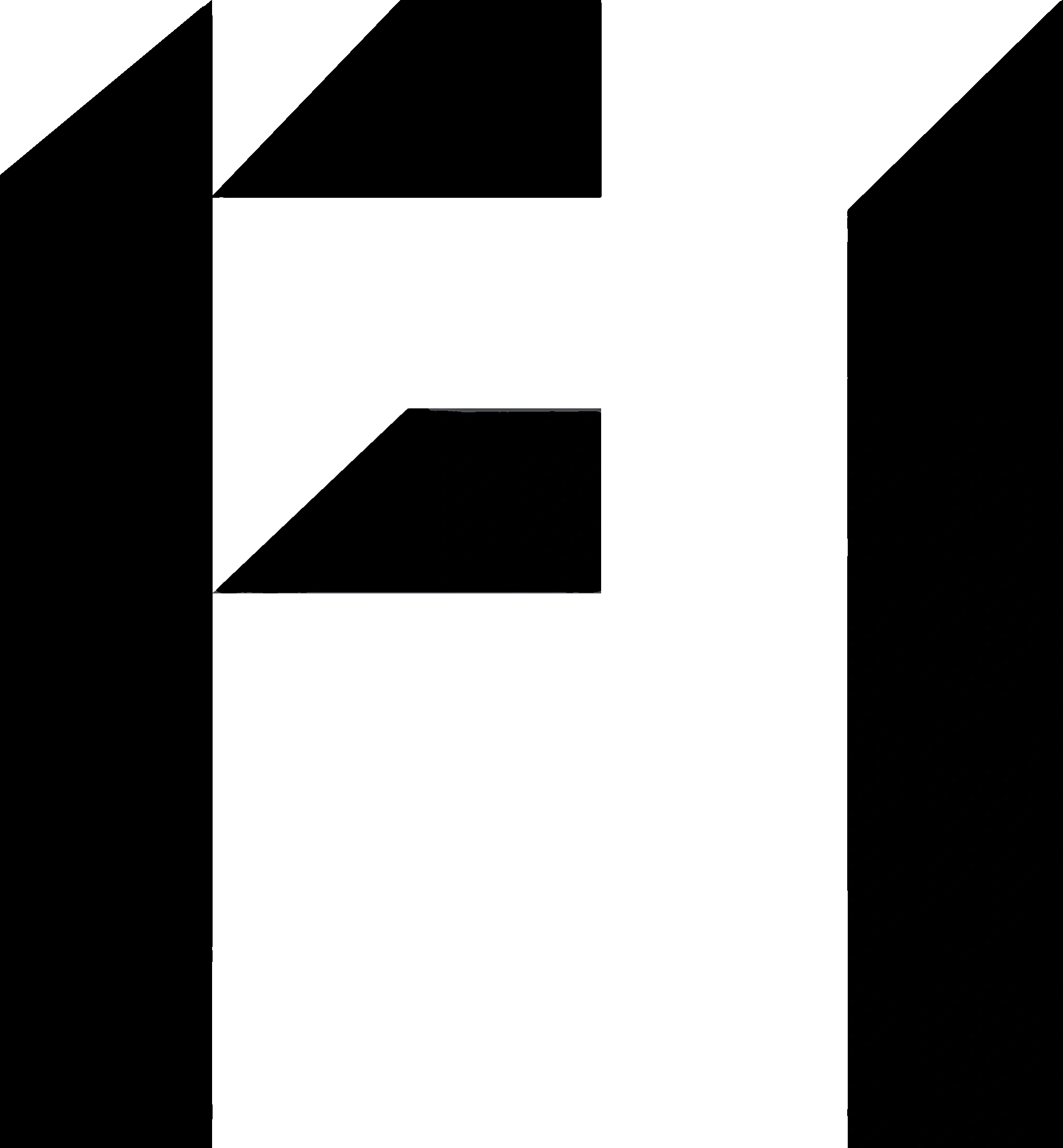
Logo de F1 du 3 septembre 1990 au 31 décembre 1992
Logo de ČT1 du 1er janvier 1993 au 2 septembre 1994
Logo de ČT1 du 3 septembre 1994 au 31 août 2007
Logo de ČT1 du 1er septembre 2007 au 1er octobre 2012
Logo de ČT1 depuis le 1er octobre 2012

## Programmes
ČT1 propose une programmation familiale avec des films tchèques, des programmes pour la jeunesse, de l'information et des documentaires.